# 古川小百合
古川 小百合（ふるかわ さゆり、1984年8月23日 - ）は、日本の声優、文化人、実業家。長崎県出身。トイプリッズ代表取締役社長、美声ラボ代表。

## 来歴
- テレビの世界に憧れており、8歳で少女漫画誌で見つけた東京にある劇団が主宰する養成所に入所[1][2]。当時は実家の長崎から毎月1回通っていた[1]。
- 第22回ホリプロタレントスカウトキャラバンで約3万人の応募の中からグランプリを獲得し、上京しタレント活動を始める[1]。上京後、中学、高校時代は所属事務所の寮で過ごしていた[1]。
- その後、一旦、芸能界を離れていた[2]。高校時代は、バンドを組み、ボーカルを担当[1]。高校卒業後、音楽専門学校に進学[1]。ミュージシャンを志す仲間たちがギター、ベースなどそれぞれの楽器のプロ奏者になるべく道を究めようとしていた姿を見て、「私はどんな楽器のプロになれるだろう…」と考えていたという[1]。
- 考えていた中、声優雑誌で声優養成所の記事を見て、「そうだ声のプロなら声優だと。大好きな『ゲームキャラクターの声優』になれたら」と思い、声優を目指すことを決心[1][2]。日本ナレーション演技研究所[1]では20期の特待生を受賞。
- ホリプロ、アイムエンタープライズ、ケイダッシュステージを経て、2016年8月、ボイスメイクスクール「美声ラボ」を設立。2019年2月に、事務所から独立して芸能事務所・音声制作会社「トイプリッズ」を設立し、代表取締役社長を務めつつ、声優活動を継続している[1][3]。

## 人物
- タレント、モデル、声優など現役の役者に指導する講師であり、声優を目指す生徒へレッスンを行う美声ラボの代表である。
- アニメやゲームのほか、ナレーションの仕事もこなしている。またゲーム好きが嵩じてゲーム番組のMCやゲームイベントのMCをつとめることが多い。
- 愛称は、さゆりん。以前声優事務所で同期であった日笠陽子の愛称「ひよっち」の名付け親。愛犬はコーギーのジョイ、ハク。（ウェルシュ・コーギー・ペンブローク）
- 実家は家電製品や映像ソフトを販売する電器店。以前、父親がインベーダーハウスを経営しており本人が生まれた時にはリビングにテーブル筐体が置いてあった。美容師の兄と、アニメーション作家兼映像ディレクターである義理の兄・べんぴねこがいる。
- FYTTEでは料理好きが判明、美助けアイテム先取りCheck!ブロガーを担当。『戦国大戦界〜学園戦国〜』で腕前を披露しているほか、ゲームエンタ！にてゲームキャラ弁当を製作、自身のyoutube「さゆりん先生のおうち」では主に料理動画を公開。
- 2015年に自身初の単行本「長崎あるある」を執筆。長崎県には13歳まで暮らしていたが、その後もよく地元に帰っているという[4]。
- コアゲーマー。13歳から親元を離れ単身上京。学校と仕事を両立し初給料でセガサターンとPlayStationを購入。『ゲームレコードGP』では強靭たるゲーマー陣のなか、MCながら予選を勝ち抜き本選に出場することが時々あり、ノーダメージクリアの実演や『クルクルランド』で優勝するなど腕前を披露。最新ゲームソフトの動向に詳しく東京ゲームショウ公式速報ステーションにて2011年度からナビゲーションを担当、ゲームPVでは新作紹介の台本を手がけ米国で開催される世界最大のコンピューターゲーム見本市「E3」に毎年単身自費で通い、自身の連載でも紹介している。業務用ゲーム機械（アーケードゲーム）から最新機種まで全てを所有。PS3、Xbox 360、PS4、Switchなど自宅対戦の為にそれぞれ2台以上所有している。

## 出演

### テレビ
- ゲームレコードGP 第25回 - 最終回（MONDO TV）- MC
- NHK高校講座 ベーシック10シーズン2 - 数学担当
- お願い!ランキング（テレビ朝日）
- タモリ倶楽部（テレビ朝日）
- 全力坂（テレビ朝日）
- ゲムカシマ（テレ朝チャンネル）
- ホビッチョ！クリスマスSP（キッズステーション）- ホビッチョ 役
- フリフリSONGBOOK（フジテレビ721）
- 上田ちゃんネル24時間くらいTV!!（テレ朝チャンネル）
- ココリコ黄金伝説。（テレビ朝日）
- 笑う犬の生活（フジテレビ）- 第6回
- ぜったいキャイーン（TBS）
- キューティー7（テレビ東京）
- バトラク（関西テレビ）- レギュラー
- つよチャン堂本舗（日本テレビ）
- 伝説音舗うれる堂（日本テレビ）

### 司会・アシスタント
- 前田日明・田中京・桜井鉄太郎・兼松聡ら生出演 ロック社長のこれを見ろ‼ 第二回（ニコニコ生放送）- MC
- バンダイナムコ バンダイナムコライブTV ゲームwednesday - MC
- ゲームオン「アーキエイジ移住計画」オーディション大会（ニコニコ生放送）- MC
- SEGA 戦国大戦界 生祭!!（ニコニコ生放送）- MC
- 輝く！あなたが貼った買った「ニコニコ市場アワード 2011」（ニコニコ生放送）- MC
- ドスパラ×ニコニコ生放送 in 秋葉原PCゲームフェスタ（ニコニコ生放送）- ゲストMC
- ゴー☆ジャス動画＠ゲームマーケット - アシスタント

### レポーター
- 日経進学Navi・After School TV内「キャンパスリサーチ」
- 毎日コミュニケーションズ マイナビ進学
- CAPCOM モンスターハンターフェスタ 公式レポート番組「狩るんだ！SP」

### ゲーム
- コンパイルハート限界凸記 モエロクロニクル（2014年）- ジャックフロスト、ミミック 役
- Akatsuki「サウザンドメモリーズ」（2014年）- 狂壊の紅頭巾クリム、蛮族ネイネ、駆砂の童心クリム、楽祭の特攻姫ネイネ 役
- V.D.-Vanishment Day- - 三鷹由香里 役
- SEGA戦国大戦
  - 1477 破府、六十六州の欠片へ（2014年）- 在竹兵衛、松平竹千代、木下藤吉郎、南陽院、慶誾尼、寿桂尼、養徳院 役
  - 尾張の風雲児 - 望月千代女、井伊直虎、絶姫、帰蝶 役
  - 魔王上洛す - 上杉謙信 役
  - 15XX 五畿七道の雄 - 紅星 役
  - 1582 日輪、本能寺より出ずる - 京極マリア、お玉 役
  - 1590 葵 関八州に起つ - 村松殿、宇都宮国綱 役
- KONAMIドクターロートレックと忘却の騎士団
- ハンゲームプラネットフロンティア - ジェイン、パトリシア 役
- Devil's Third - ヒロイン・C4 / アナスタシア 役
- ワールドチェイン - 帰蝶 役[5]
- 三十六計天下三分 - ヒロイン（容姿端麗） 役
- 三国王者最後の覇王 - 貂蝉 役
- NEXSON HIDE AND FIRE - エバ 役
- ヤマハ オオカミ姫 - 輝くスターアイドル・リン 役

### テレビアニメ
- それいけ!アンパンマン（日本テレビ） - ネコ美 役
- ぬらりひょんの孫 千年魔京 - 豆腐小僧 役
- 空中ブランコ（フジテレビ） - ユリ 役
- 君に届け - 亜希 役
- 犬夜叉 完結編 - 咲 役
- 書家（アニマックス） - 主役・額野絵名 役
- ファイテンション☆テレビ レオナルド博士とキリンの村のなかまでしょ（テレビ東京） - シオジ 役
- ピチ高野球部 - ノリコ 役
- LALALACOCO（2020年、テレビ東京） - ローザ 役

### ナレーション
- エンタ!371みどころPigoo（スカパー!・Pigoo HD） - レギュラーナレーション
- Xbox 360店頭プロモーションビデオ -エクスン 役
- 毎日コミュニケーションズ マイナビ進学
- あさひテレビ新春初夢プレゼント「超豪華福袋ハンター」
- アニソンぷらす（テレビ東京） - レギュラーナレーション
- 中野腐女子シスターズ - フービー 役
- はなまるマーケット セックス・アンド・ザ・シティ（TBS） - パトリシアフィールド 役

### CM（ナレーション、ソング）
- 挑戦 巨大外資（高杉良 著）
- BESTっス!（ゲッツ板谷 著）
- モップガール（加藤実秋 著）
- アニマックスCM（ナレーション）
- バンダイナムコテクニカ（ナレーション）
- にゃんこ大戦争7周年CM 2019年第二弾～第四弾（歌唱）

### 雑誌
- 日経エンタテインメント 古川小百合が体験する話題作「逆転裁判5」
- ゲームエンタ!古川小百合の「そのクリエーター魅力的につき」 - 連載
- 声優グランプリ
- 声優アニメディア
- FYTTE
- SPA!ニュースな女たち 古川小百合
- リクナビNEXTジャーナル プロの仕事観「バイタリティすごすぎ！その「源」とは？ | 声優界きってのゲーマー女子・古川小百合さん」（2018年）

### ラジオ
- 戦国大戦界〜乙女ラジオ伝〜 - パーソナリティ

### コラム
- 日経BP「ゲームエンタ!」 - 古川小百合の「そのゲーム魅力的につき」（vol8から連載）
- 日経トレンディネット - 連載「古川小百合のTGS2011新作くまなくチェックちゅう 」【東京ゲームショウ2011公式レポーター】
- 日経トレンディネット - 連載「古川小百合のTGS2012注目タイトルロックオン！ 」【東京ゲームショウ2012公式レポーター】
- 日経トレンディネット - 連載：芸能界屈指の女子ゲーマー古川小百合の「注目タイトル ロックオン！」【東京ゲームショウ2013公式レポーター】

### イベント
- 全日本アニソングランプリ（アニマックス） - 予選大会MC
- ゲームレコードGP番外編 - レトロ芸マーズグランプリMC
- スペシャルフォース - 日本決勝大会MC
- PCゲームフェスタ - ゲストMC

## 著書
- 長崎あるある（2015年3月25日、TOブックス、ISBN 978-4864723626） - イラスト：タナカユウコ、ねねこ